# Aiba浦河
Aiba浦河（アイバ・うらかわ）はホッカイドウ競馬の場外勝馬投票券発売所（ミニ場外）である。本項目では中央競馬の勝馬投票券を扱う「J-PLACE浦河」も記述する。

## 施設概要
地方競馬ではホッカイドウ競馬（門別競馬場）と南関東4競馬（大井競馬場、川崎競馬場、船橋競馬場、浦和競馬場）の全競走、その他主要地方競馬重賞・特別競走を発売。中央競馬「J-PLACE浦河」としては当日の中央競馬開催全競走を発売。
- 2003年4月29日に[1][注 1]北海道競馬ミニ場外「Aiba」の第3号として浦河町大通のショッピングセンター「MIO」の2Fに開設され[2]、ホッカイドウ競馬の競走を中心とした地方競馬の馬券の発売を行っていた。
- 旧施設が手狭となっていたこと、また中央競馬の馬券発売を計画していたことから、2013年に近接地にあるホクレンショップの店舗跡地に移転した（旧施設での発売は7月25日まで、新施設での発売は8月9日より）[2]。これに合わせ、近接してVIPルームや飲食店も整備するものとした[3][4]。
- 窓口：自動券売機4台、自動発払機2台、テレビモニター32台
- 収容人員：250人
- 敷地面積：452m2

## 発売する馬券
全レース100円単位。
○…発売　△…他地区場外発売のみ　×…発売なし

### ホッカイドウ競馬
ばんえい競馬や他地区の広域場外発売時は、各主催者が発売している賭式に準じてすべての賭式を発売する。
| 単勝 | 複勝 | 枠番連複 | 枠番連単 | 馬番連複 | 馬番連単 | ワイド | 3連複 | 3連単 |
| ---- | ---- | -------- | -------- | -------- | -------- | ------ | ----- | ----- |
| ○    | ○    | ○        | △        | ○        | ○        | ○      | ○     | ○     |

### 日本中央競馬会
当日開催している競馬場の各場全レース発売
GI競走に限り、前日発売も実施。
| 単勝 | 複勝 | 枠番連複 | 枠番連単 | 馬番連複 | 馬番連単 | ワイド | 3連複 | 3連単 |
| ---- | ---- | -------- | -------- | -------- | -------- | ------ | ----- | ----- |
| ○    | ○    | ○        | ×        | ○        | ○        | ○      | ○     | ○     |

## アクセス
- 道南バス・JR北海道バス「大通3丁目」バス停から徒歩1分